# Fyr og Flamme
Fyr og Flamme (превод: Ватра и пламен) је дански музички дуо, који чине Јеспер Грот и Лауриц Емануел и који је представљао Данску на такмичењу за Песму Евровизије 2021. у Ротердаму. 

## Каријера
Fyr og Flamme је постао успешан 2020. са дебитантским синглом „Menneskeforbruger“, који је достигао 1. место на данској листи у септембру 2020. године.  У децембру 2020. године група је објавила свој други сингл „Kamæleon“, а у марту 2021. освојили су Dansk Melodi Grand Prix са „Øve os på hinanden“.  То је први пут од 1997. године да је Данска послала песму у потпуности на данском како би представљала земљу на Песми Евровизије. Нису успели да се пласирају у друго полуфинале. 

## Дискографија

### Албуми
| Назив         | Година |
| ------------- | ------ |
| Fyr og Flamme | 2021.  |